# الکس وارنی
الکس وارنی (انگلیسی: Alex Varney؛ زادهٔ ۲۷ دسامبر ۱۹۸۴) بازیکن فوتبال اهل بریتانیا است.
از باشگاه‌هایی که در آن بازی کرده‌است می‌توان به باشگاه فوتبال چارلتون اتلتیک، باشگاه فوتبال بارنت، و باشگاه فوتبال ابسفلیت یونایتد اشاره کرد.